# Маниатис, Иоаннис
Иоа́ннис «Я́ннис» Маниа́тис (греч. Γιάννης Μανιάτης; родился 12 октября 1986, Левадия) — греческий футболист, правый защитник. Играл в составе сборной Греции.

## Биография
Воспитанник футбольной школы греческого клуба «Паниониос», в составе которого сыграл семь сезонов (итого 164 матча). Большую часть времени выступал в основном составе клуба. В 2009 году подписал с «Панионисом» четырёхлетний контракт, но уже 2011 году перешёл в «Олимпиакос», в составе которого завоевал титул чемпиона Греции.
В течение 2006—2007 годов привлекался в молодёжную сборную Греции, в составе которой сыграл 14 официальных встреч и забил один гол. В национальной сборной Греции дебютировал 11 августа 2010 года в матче против Сербии (1:0).

## Достижения
- Чемпион Греции (5): 2010/11, 2011/12, 2012/13, 2013/14, 2014/15
- Обладатель Кубка Греции: 2011/12, 2012/13

## Популярность в интернете
Маниатис стал популярным благодаря видео с матча против команды «Панатинаикос» 18 марта 2012 года: после того, как его одноклубник нарушил правила против Йоргоса Карагуниса, Маниатис вступил в спор с судьёй, вытаращив в буквальном смысле глаза.